# グラント郡 (サウスダコタ州)
グラント郡（英: Grant County）は、アメリカ合衆国サウスダコタ州の北東部に位置する郡である。2010年国勢調査での人口は7,356人であり、2000年の7,847人から6.3％減少した。郡庁所在地はミルバンク市（人口3,353人）であり、同郡で人口最大の町でもある。

## 地理
アメリカ合衆国国勢調査局に拠れば、郡域全面積は688平方マイル (1,781.9  km2)であり、このうち陸地は683平方マイル (1,769.0 km2)、水域は5平方マイル (12.9 km2)で水域率は0.78％である。サウスダコタ州の最低標高点が郡内ビッグストーンシティのビッグストーン湖にある。そこは湖からミネソタ川に流れ込む点であり、ミネソタ州オートンビルに近い。

### 主要高規格道路
| - 州間高速道路29号線 - アメリカ国道12号線 - アメリカ国道81号線 - サウスダコタ州道15号線 | - サウスダコタ州道20号線 - サウスダコタ州道123号線 - サウスダコタ州道158号線 |

### 隣接する郡
- ロバーツ郡 - 北
- ビッグストーン郡 (ミネソタ州) - 北東
- ラクキパール郡 (ミネソタ州) - 東
- ドゥール郡 - 南
- コディントン郡 - 南西
- デイ郡 - 西

## 人口動態
以下は2000年の国勢調査による人口統計データである。
| 基礎データ - 人口: 7,847人 - 世帯数: 3,116 世帯 - 家族数: 2,156 家族 - 人口密度: 4人/km2（12人/mi2） - 住居数: 3,456軒 - 住居密度: 2軒/km2（5軒/mi2） 人種別人口構成 - 白人: 98.61% - アフリカン・アメリカン: 0.01% - ネイティブ・アメリカン: 0.43% - アジア人: 0.23% - その他の人種: 0.40% - 混血: 0.32% - ヒスパニック・ラテン系: 0.55% 先祖による構成 - ドイツ系：52.0％ - ノルウェー系：16.3％ - アメリカ人：5.4％ 年齢別人口構成 - 18歳未満: 26.6% - 18-24歳: 5.7% - 25-44歳: 25.1% - 45-64歳: 23.5% - 65歳以上: 19.1% - 年齢の中央値:40歳 - 性比（女性100人あたり男性の人口） - 総人口: 97.7 - 18歳以上: 96.1 | 世帯と家族（対世帯数） - 18歳未満の子供がいる: 33.4% - 結婚・同居している夫婦: 60.6% - 未婚・離婚・死別女性が世帯主: 5.2% - 非家族世帯: 30.8% - 単身世帯: 28.6% - 65歳以上の老人1人暮らし: 15.0% - 平均構成人数 - 世帯: 2.44人 - 家族: 3.02人 収入と家計 - 収入の中央値 - 世帯: 33,088米ドル - 家族: 40,407米ドル - 性別 - 男性: 27,941米ドル - 女性: 20,192米ドル - 人口1人あたり収入: 16,543米ドル - 貧困線以下 - 対人口: 9.9% - 対家族数: 7.5% - 18歳未満: 9.8% - 65歳以上: 10.3% |

## 都市と町
- アルビー
- ビッグストーンシティ
- ラボルト
- マービン
- ミルバンク - 郡庁所在地
- レビロ
- ストックホルム
- ストランドバーグ
- トロイ
- ツインブルックス

### 郡区
グラント郡は下記17の郡区に分けられている。
| - アダムズ - アルバン - ビッグストーン - ブルーミングバレー - ファーミントン - ジョージア - グラントセンター - キルボーン - ルーラ | - マディソン - マゼッパ - メルローズ - オセオラ - ストックホルム - トロイ - ツインブルックス - バーノン |